# Urophora syriaca
Urophora syriaca är en tvåvingeart som först beskrevs av Friedrich Georg Hendel 1927.  Urophora syriaca ingår i släktet Urophora och familjen borrflugor. Inga underarter finns listade i Catalogue of Life.